# آنتونیو رینالدی
آنتونیو رینالدی (ایتالیایی: Antonio Rinaldi) فیلم‌بردار اهل ایتالیا بود.
از فیلم‌هایی که وی در آن‌ها نقش داشته‌است، می‌توان به چهار مرتبه آن شب، پنج زن زیبا برای جشن نیمه پاییز و دکتر گلدفوت و دختران آتشپاره اشاره نمود.